# 援军明日到达
《援军明日到达》是一部尚未上映的中国大陆历史战争题材电影，根据1944年的衡阳保卫战创作，由刘和平担任编剧、总导演、总制片人，张扬导演，秦天柱联合导演，于和伟、杨洋领衔主演，万茜、王劲松、尹昉领衔主演。本片原定于2024年6月28日公映，但因主角方先觉的历史形象在中国大陆引发网络争议，于2024年5月底，電影的微博、抖音、豆瓣页面被封禁，大量詢問的微博帳號，評論和媒體報導也消失。

## 演员列表
| 演員   | 角色   | 介紹                     |
| 于和伟 | 方先觉 | 國軍第10軍軍長           |
| 杨洋   | 井启第 | 國軍第10軍特務營2連連長  |
| 万茜   | 顾竹筠 |                          |
| 王劲松 | 刘彪   | 行业工会总会长           |
| 尹昉   | 曹华亭 | 第10军搜索营营长         |
| 李光洁 | 曾京   | 第10军预十师二十八团团长 |
| 谭凯   |        |                          |
| 曹磊   |        |                          |

## 制作
本片于2019年立項，2022年9月2日在湖南衡阳市南岳区开机，宣布投资达5亿多人民币，全程在衡阳取景拍摄，有預估称票房可達人民幣60億元。同年12月20日杀青。该片入选湖南省“十四五”重点电影精品工程，衡阳市委、市政府“十四五”重点文化建设工程，共有2000多人参演，拍摄历时三个多月。